# Talang Sawah (Bermani Ilir)
Talang Sawah is een bestuurslaag in het regentschap Kepahiang van de provincie Bengkulu, Indonesië. Talang Sawah telt 552 inwoners (volkstelling 2010).